# 東ヨーロッパ狩猟採集民
考古遺伝学において、東ヨーロッパ狩猟採集民（東ヨーロッパしゅりょうさいしゅうみん、英語:Eastern Hunter-Gatherer (EHG))）という用語は、東ヨーロッパの中石器時代狩猟採集民を表す明確な祖先の構成要素の呼び名である。
東ヨーロッパ狩猟採集民(EHG)の遺伝的プロファイルは主にシベリアから伝わった祖先である古代北ユーラシア人(ANE)に由来し 、二次的でより小規模な西ヨーロッパ狩猟採集民(WHG)との混血があった。それでもなお、北ユーラシア人(ANE)と東ヨーロッパ狩猟採集民(EHG)の祖先構成要素の関係は、時空間ギャップを埋めることができるサンプルが不足しているため、いまだよく解明されていない。
中石器時代、東ヨーロッパ狩猟採集民(EHG)はバルト海からウラル山脈、そして下方のポントス・カスピ海草原まで広がる地域に居住していた。スカンジナビア狩猟採集民（英語: Scandinavian Hunter-Gatherer）(SHG) および西ヨーロッパ狩猟採集民(WHG) とともに、東ヨーロッパ狩猟採集民(EHG) は 完新世 ヨーロッパ初期の後氷期における 3 つの主要な遺伝集団の 1 つを構成した。西ヨーロッパ狩猟採集民(WHG)と東ヨーロッパ狩猟採集民(EHG)の境界はドナウ川の下流からドニエプル川の西の森に沿って北上し、西のバルト海に向かっていた。
新石器時代から銅器時代初期にかけて、おそらく紀元前4千年紀のことであるが、ポントス・カスピ海草原にいた東ヨーロッパ狩猟採集民(EHG)がコーカサス狩猟採集民（英語: Caucasus hunter-gatherer）（CHG）と混血し、その結果生まれた集団は東ヨーロッパ狩猟採集民(EHG)とコーカサス狩猟最終民(CHG)のほぼ半々で、西部ステップ牧畜民（WSH）として知られる遺伝的クラスターを形成した。ヤムナヤ文化の人々と密接な関係にある西部ステップ牧畜民(WSH)の集団は、ユーラシア大陸の大部分にインド・ヨーロッパ語を広めることにつながるインド・ヨーロッパ語族の移動（英語:  Indo-European migrations）に乗り出したと考えられている。

## 研究

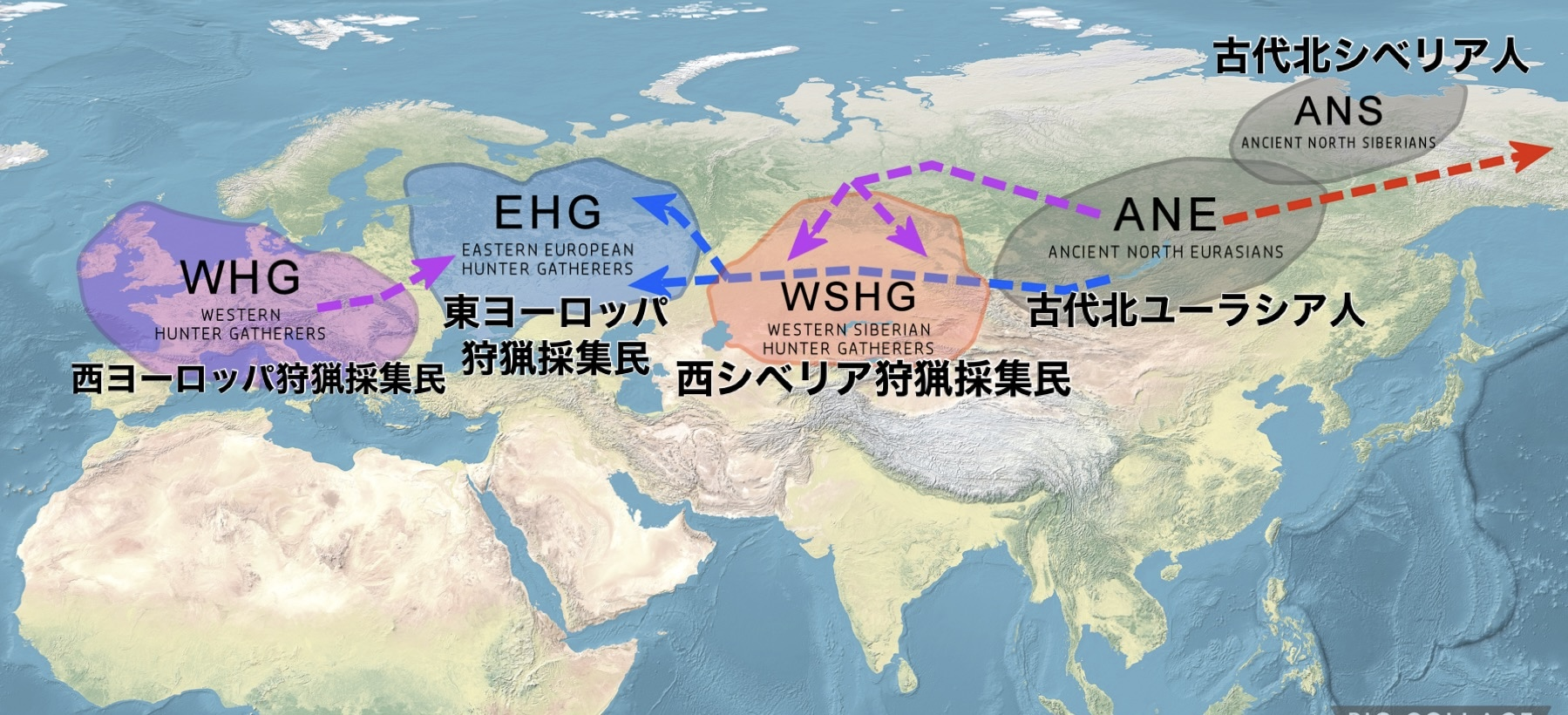
主要な祖先である古代北ユーラシア 人 (ANE) と 小規模な西ヨーロッパ狩猟採集民(WHG)との混血による東ヨーロッパ狩猟採集民 (EHG) の民族発生の概略図

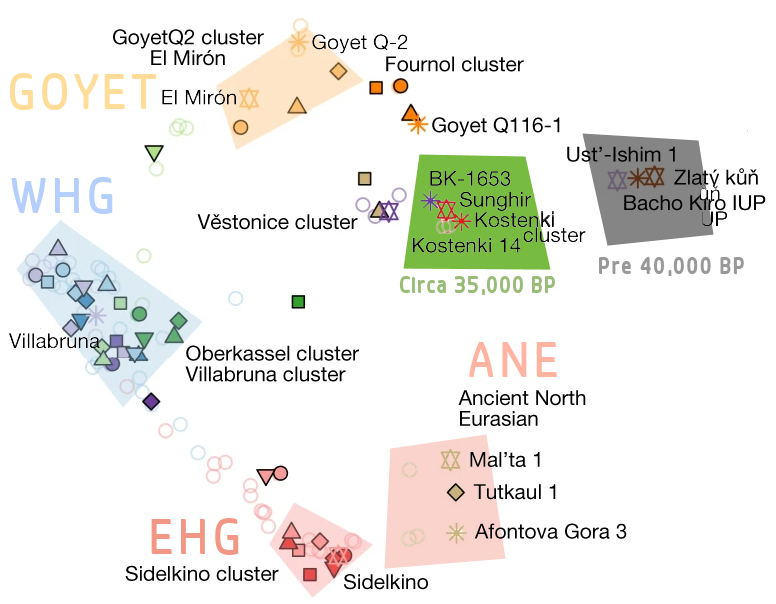
遺伝的には、東ヨーロッパ狩猟採集民 (EHG、赤) は古代北ユーラシア人 (ANE、ピンク) と最も近縁であった。

ハークら (2015)によると、 東ヨーロッパ狩猟採集民 (EHG) は 2人の男性のみが異なる遺伝的クラスターであると特定された。 サマラ の 東ヨーロッパ狩猟採集民(EHG)の男性 (紀元前 5650 ～ 5550 年頃と推定)は、Y染色体ハプログループ R1b1a1a* および  mt-ハプログループU5a1d。 カレリアに埋葬されたもう1人の東ヨーロッパ狩猟採集民(EHG)男性（紀元前5500年から5000年頃と推定）は、Y-ハプログループR1a1およびmt-ハプログループC1gを保有していた。この研究の著者らは、西ヨーロッパ狩猟採集民(WHG)と東ヨーロッパ狩猟採集民(EHG)の中間のスカンジナビア狩猟採集民(SHG)クラスターと西ヨーロッパ狩猟採集民(WHG)クラスターも特定した。彼らは、東ヨーロッパ狩猟採集民(EHG)は古代北ユーラシア人（ANE)と西ヨーロッパ狩猟採集民(WHG)の混合祖先を保有していることを示唆した。
研究者たちは、西ヨーロッパ狩猟採集民(WHG)や北ユーラシア人(ANE)からの東ヨーロッパ狩猟採集民(EHG)について様々な混血割合モデルを提案している。ポスツら（2023）は、ほとんどの東ヨーロッパ狩猟採集民(EHG)個体が70％の北ユーラシア人(ANE)祖先と30％の西ヨーロッパ狩猟採集民(WHG)祖先を持っていることを発見した。古代北ユーラシア人(ANE)からの寄与が高いことは、4万年前の中国北部の田園洞人とEHGの微妙な親和性にも表れている。これは、(マリタ遺跡人骨とアフォントヴァ・ゴラ3人骨に代表される)北ユーラシア人(ANE)の系統に、田園洞人に関連した源流から遺伝子が流入し、後に東ヨーロッパ狩猟採集民(EHG)の形成に大きく寄与したことで説明できる。
東ヨーロッパ狩猟採集民(EHG) は「アルメニアに似た近東に起源を持つ集団」と混合した可能性があり、それが銅器時代 (紀元前 5200 ～ 4000 年) の頃にはヤムナヤ文化を形成した。ヤムナヤ文化の人々は東ヨーロッパ狩猟採集民(EHG)と「近東に関連する集団」の混合であることが判明した。紀元前3千年紀の間に、ヤムナヤ人はヨーロッパ全域への大規模な拡大に乗り出し、大陸の遺伝的景観を大きく変えた。この拡張は縄目文土器文化のような文化を生み出し、おそらくヨーロッパにおけるインド・ヨーロッパ語族の分布の源となった。
中石器時代の東部バルト海のクンダ文化とナルヴァ文化（英語: Narva culture）の人々は、西ヨーロッパ狩猟採集民(WHG)と東ヨーロッパ狩猟採集民(EHG)の混合であり、西ヨーロッパ狩猟採集民(WHG)と最も近い親和性を示した。ウクライナの中石器時代と新石器時代のサンプルは、西ヨーロッパ狩猟採集民(WHG)と東ヨーロッパ狩猟採集民(EHG)の間で密集したクラスターを形成することが判明し、ドニエプル急流（英語:  Dnieper Rapids）地域での4,000年間にわたる遺伝的連続性が示唆された。ウクライナ人のサンプルはもっぱら母親のミトコンドリアハプログループ U に属しており、これはヨーロッパの狩猟採集民のサンプル全体の約 80% に含まれている。
バルト海東部の 櫛目文土器文化の人々は65％が東ヨーロッパ狩猟採集民(EHG)を祖先に持つ。これは、この地域の以前の狩猟採集民が西ヨーロッパ狩猟採集民(WHG)に近かったのとは対照的である。このことは、櫛目文土器文化の個体から抽出したY-DNAサンプルを用いて実証された。これはR1a15-YP172に属していた。抽出された4つのmtDNAサンプルは、U5b1d1の2サンプル、U5a2dの1サンプル、U4aの1サンプルであった。
Güntherら（2018）は13人のスカンジナビア狩猟採集民(SHG)を分析し、全員が東ヨーロッパ狩猟採集民(EHG)の祖先を持っていることを発見した。一般的に、スカンジナビア西部と北部のスカンジナビア狩猟採集民(SHG)は、スカンジナビア東部の個体（約38％）よりも東ヨーロッパ狩猟採集民(EHG)の祖先が多かった（約49％）。著者らは、スカンジナビア狩猟採集民(SHG)は南からスカンディナヴィアに移住してきた西ヨーロッパ狩猟採集民(WHG)と、その後、北東からノルウェー沿岸に沿ってスカンディナヴィアに移住してきた東ヨーロッパ狩猟採集民(EHG)の混血であることを示唆した。スカンジナビア狩猟採集民(SHG)は西ヨーロッパ狩猟採集民(WHG)や東ヨーロッパ狩猟採集民(EHG)に比べて、明るい肌を引き起こす遺伝子変異（SLC45A2遺伝子とSLC24A5遺伝子）と明るい目（OCA/Herc2遺伝子）の頻度が高かった。

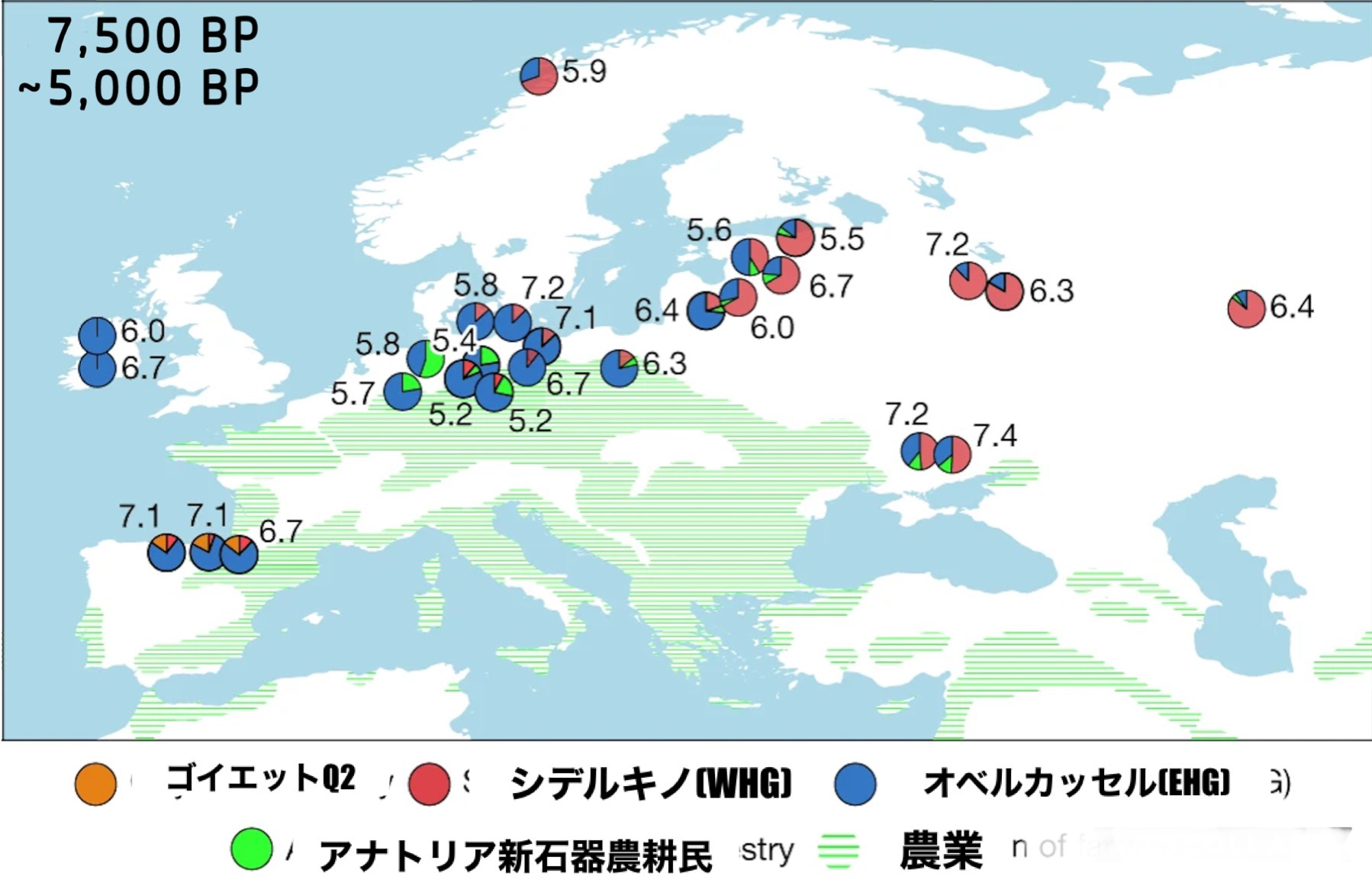
新石器時代におけるヨーロッパの狩猟採集民の残存する遺伝的祖先（7.5千年～5千年 BP)(5,500~3,000 BC)

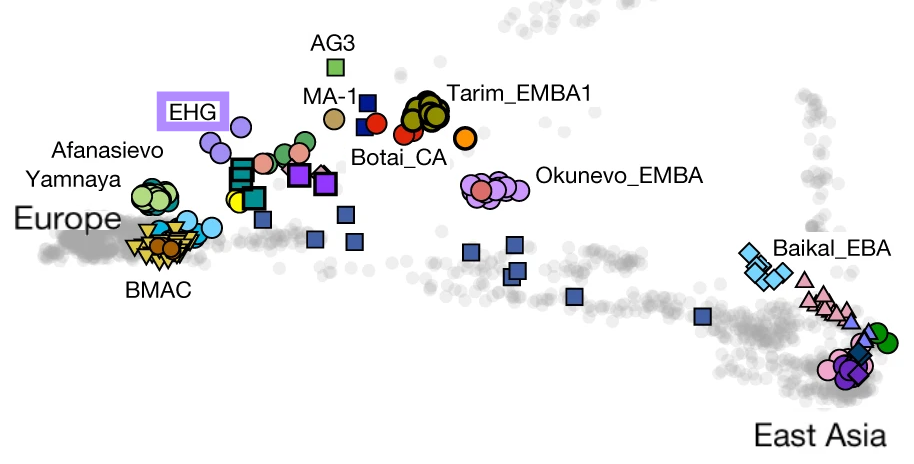
東方狩猟採集民の古代(色付き)およひ現代(灰色)のサンプルとの遺伝的近接性。主成分分析。左:ヨーロッパ、右:東アジア。

また、クンダ文化とナルヴァ文化は西ヨーロッパ狩猟採集民(WHG)と、櫛目文土器文化は東ヨーロッパ狩猟採集民(EHG)と、より密接な関係があることがわかった。バルト海東部の北部と東部は、南部よりも東ヨーロッパ狩猟採集民(EHG)と密接な関係があることがわかった。この研究では、東ヨーロッパ狩猟採集民(EHG)はスカンジナビア狩猟採集民(SHG)やバルト海の狩猟採集民と同様に、明るい肌をコードするSLC24A5遺伝子とSLC45A2遺伝子に関する対立遺伝子を高い頻度で持っていると指摘している。
Mathiesonら（2018年）は、先史時代の東ヨーロッパの多数の骨格の遺伝学を分析した。37のサンプルは中石器時代と新石器時代のウクライナ（紀元前9500～6000年）のものであった。これらは東ヨーロッパ狩猟採集民(EHG)とスカンジナビア狩猟採集民(SHG)の中間に分類された。男性はもっぱらRハプロタイプ（特にR1b1とR1aのサブクレード）とIハプロタイプ（特にI2のサブクレード）に属していた。ミトコンドリアDNAはほとんどU（特にU5とU4のサブクレード）に属していた。
主にバルト海東部のクンダ文化とナルヴァ文化に属していたズヴェイニェキ埋葬地（英語:  Zvejnieki burial ground）の多数の個体が分析された。これらの個体は初期の段階ではほとんどが西ヨーロッパ狩猟採集民(WHG)系であったが、時間の経過とともに東ヨーロッパ狩猟採集民(EHG)系の祖先が優勢になった。この部位のY-DNAは、ほとんどハプログループR1b1a1aとI2a1のハプロタイプに属していた。mtDNAはもっぱらハプログループU (mtDNA)（特にU2、U4、U5のサブクレード）に属していた。
バルカン半島のルーマニアからセルビアにかけての鉄の門にある中石器時代の3つの遺跡から出土した40人の個体は、85％が西ヨーロッパ狩猟採集民(WHG)、15％が東ヨーロッパ狩猟採集民(EHG)と推定された。これらの遺跡から出土した男性人骨は、もっぱらR1b1aとI（主にハプログループI2aのサブクレード）のハプロタイプを持っていた。mtDNAはほとんどがハプログループU (mtDNA)（特にU5とU4のサブクレード）に属していた。
バルカン半島の新石器時代のククテニ＝トリピリア文化の人々は約20％の狩猟採集民の祖先を持ち、それは東ヨーロッパ狩猟採集民(EHG)と西ヨーロッパ狩猟採集民(WHG)の中間であることがわかった。
Narasimshanら（2019）は新しい祖先構成要素、西シベリア狩猟採集民（WSHG）を造語した。西シベリア狩猟採集民(WSHG)は約20％の東ヨーロッパ狩猟採集民(EHG)の祖先、73％の古代北ユーラシア人(ANE)の祖先、6％の東アジア祖先を含んでいた。
ヤムナヤ文化とは異なり、ドニエプル＝ドネツ文化ではコーカサス狩猟採集民（CHG）や初期ヨーロッパ農耕民（EEF）の祖先は検出されていない。ドニエプル・ドネツの男性とヤムナヤの男性は同じ父系ハプログループ（R1bとI2a）を持っており、ヤムナヤのコーカサス狩猟採集民(CHG)と初期ヨーロッパ農耕民(EEF)の混血は、東ヨーロッパ狩猟採集民(EHG)の男性が初期ヨーロッパ農耕民(EEF)やコーカサス狩猟採集民(CHG)の女性と混血することによってもたらされたことを示唆している。デイヴィッド・W・アンソニーによれば、これはインド・ヨーロッパ語族が当初は東ヨーロッパに住んでいた東ヨーロッパ狩猟採集民(EHG)によって話されていたことを示唆している。他の研究では、インド・ヨーロッパ語族の起源は東ヨーロッパではなく、西アジアの人々の間にある可能性が示唆されてきた。

## 形質的外観

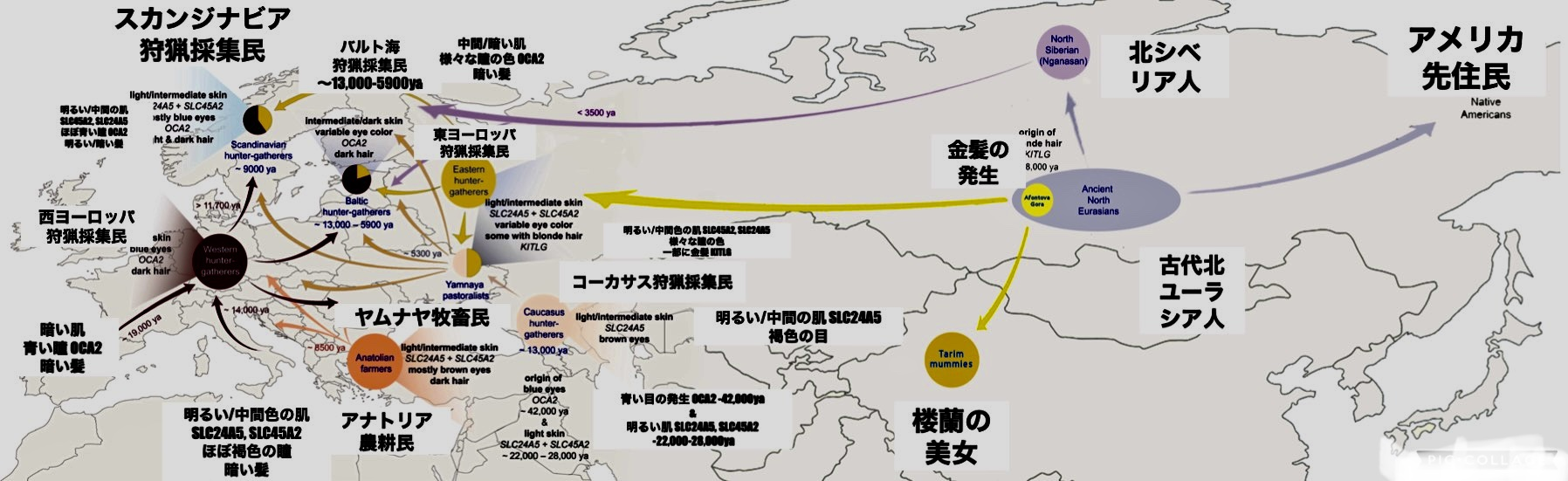
金髪の遺伝子変異は南-中央シベリアのアフォントヴァ山遺跡の古代北ユーラシア人(ANE)系統の集団内で発生したと考えられている。

東ヨーロッパ狩猟採集民(EHG)は大部分が茶色の目で明るい肌をしていて、「青い目の変異体の中間的な頻度」と「白い肌の変異体の高い頻度」を持っていたと示唆されている。カレリアで出土した東ヨーロッパ狩猟採集民(EHG)は、ギュンター(2018)によって、褐色の目と黒髪である確率が高く、中間の肌色であると予測された。サマラ出身の別の東ヨーロッパ狩猟採集民(EHG)は、明るい肌であることが予測され、青い目で明るい髪の色合いである確率が高く、金髪である確率は75％と計算された。rs12821256対立遺伝子は、金髪に関連しており、17,000BP頃とされるシベリアのアフォントヴァ・ゴラ(Afontova Gora)の個体で初めて発見されたが、サマラ、モタラ、ウクライナの3人の東方狩猟採集民(約1万BP)に見られることから、この対立遺伝子は古代北ユーラシアの集団に起源を持ち、その後ユーラシア西部に広がったことが示唆されている。
ロシア北西部のカレリアにあるオネガ湖のユジニー・オレニー島でも紀元前8,100年頃の東方狩猟採集民の遺跡が多数発掘されている。古代北ユーラシア人（ANE）の祖先系統はユジニー・オレニーで見つかった遺跡からのグループの主要な構成要素であり、他の東ヨーロッパ狩猟採集民（EHG）の中でも最も高いレベルにある。

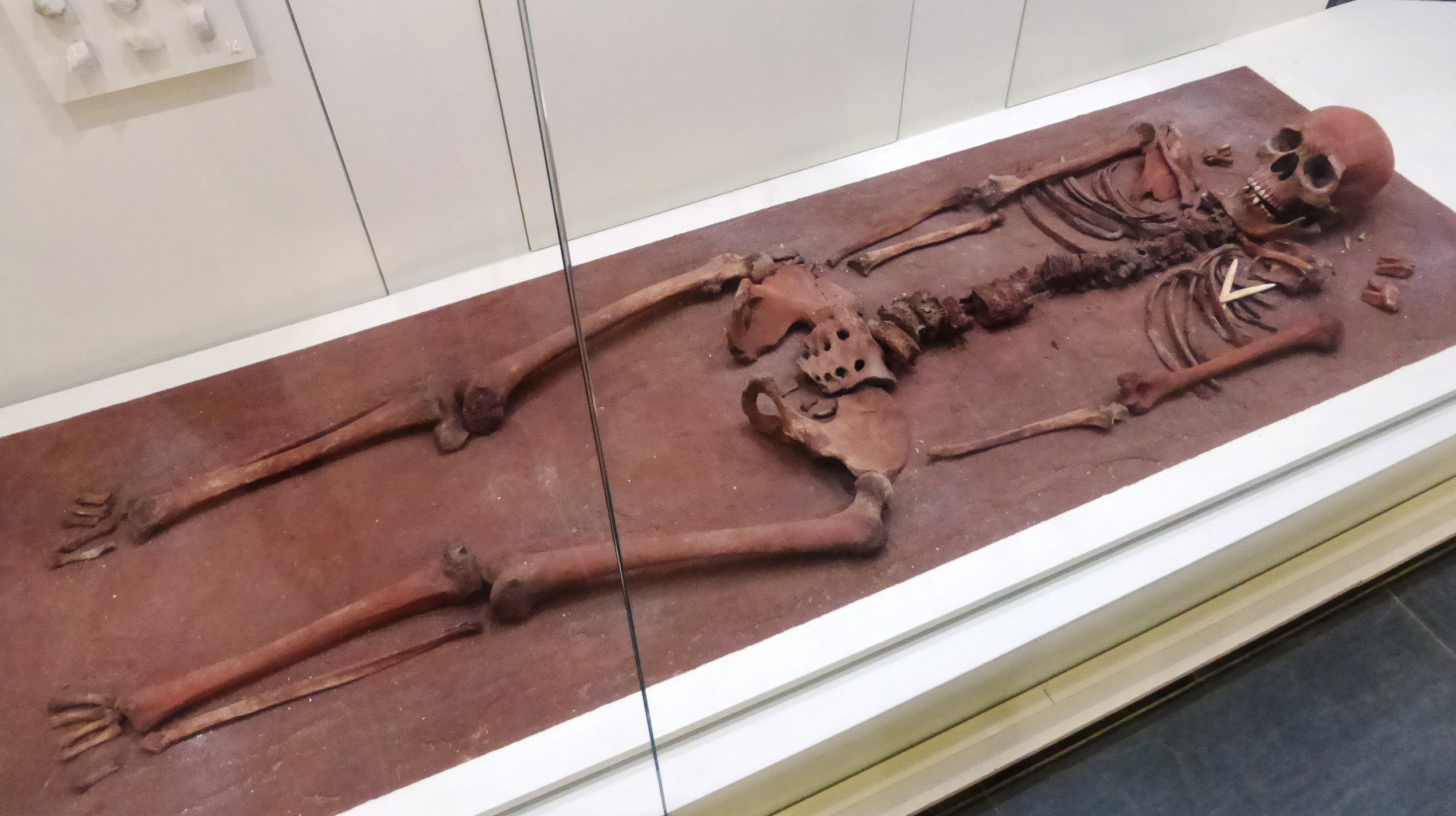
オレネオストロフスキー埋葬地（オネガ湖、ユジニ・オレニ島）の埋葬132号の復元。カレリア共和国国立博物館展示[34]。
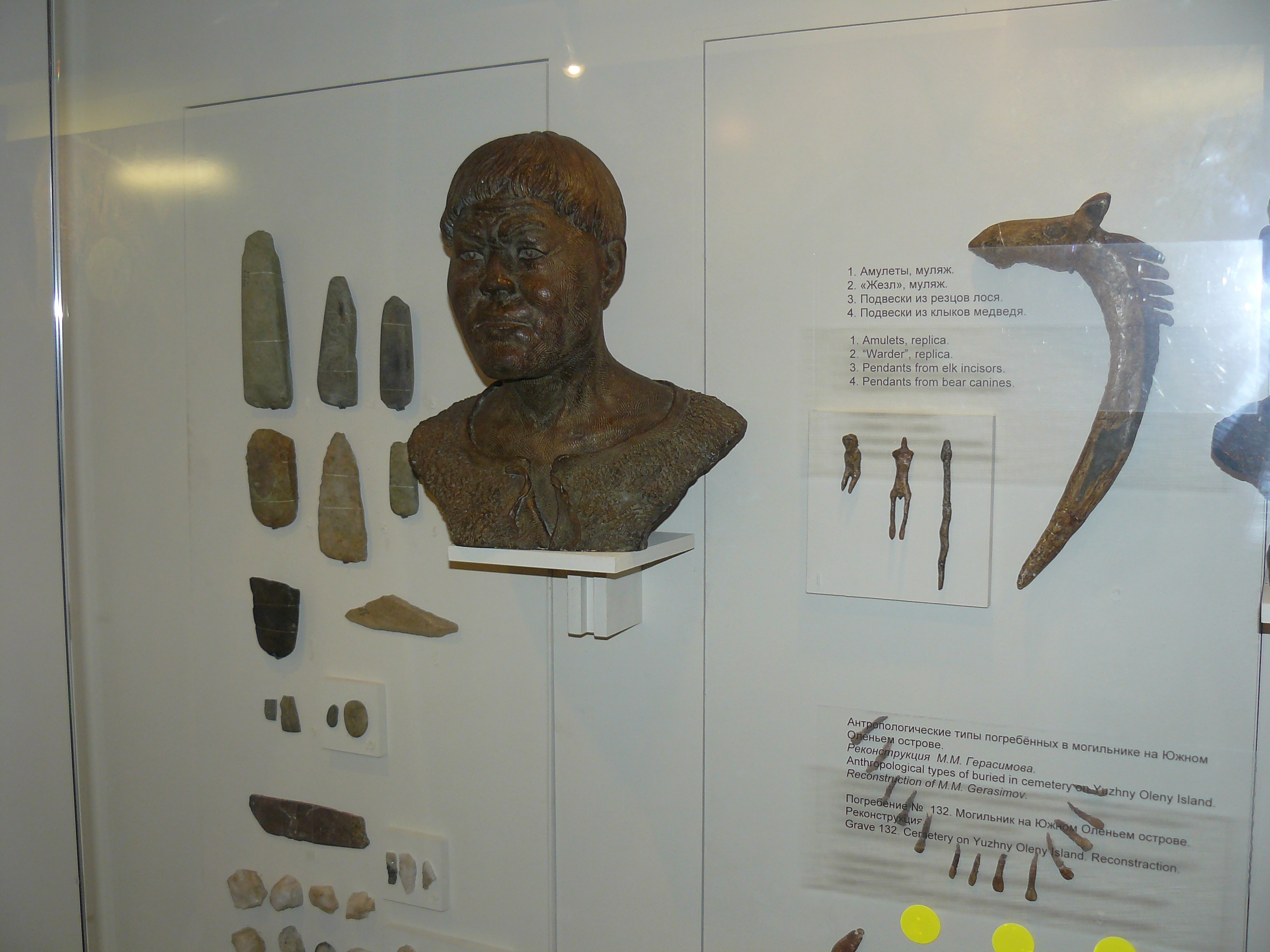
ゲラシモフによるユージニー・オレニー島の東部狩猟採集民の遺物と復元[34]。
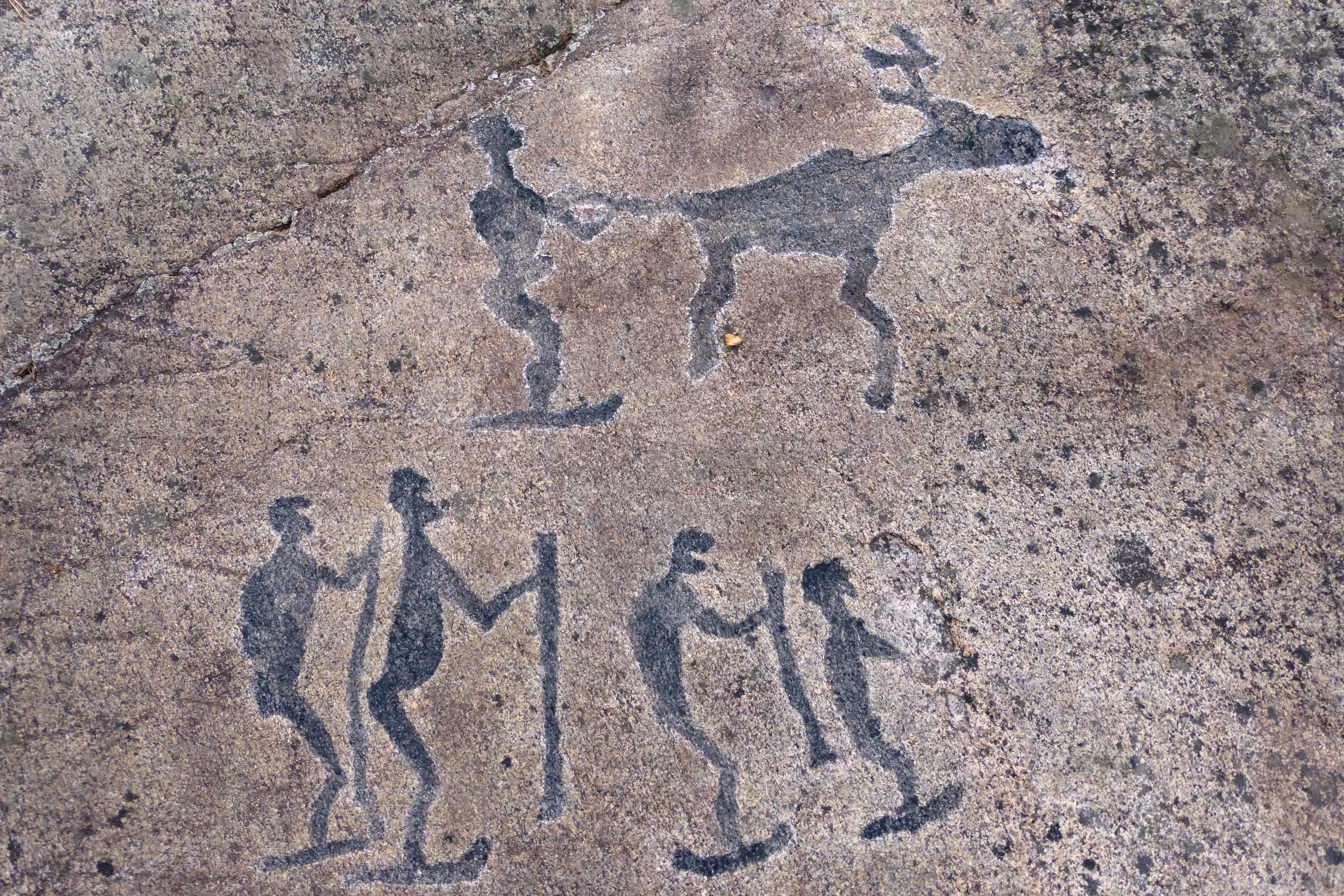
オネガ湖と白海の岩面彫刻/カレリア岩面彫刻 5 人のスキーヤーとトナカイが描かれている。これらの岩面彫刻は紀元前 7,000 ～ 6,000 年前に遡る。

## 物質文化

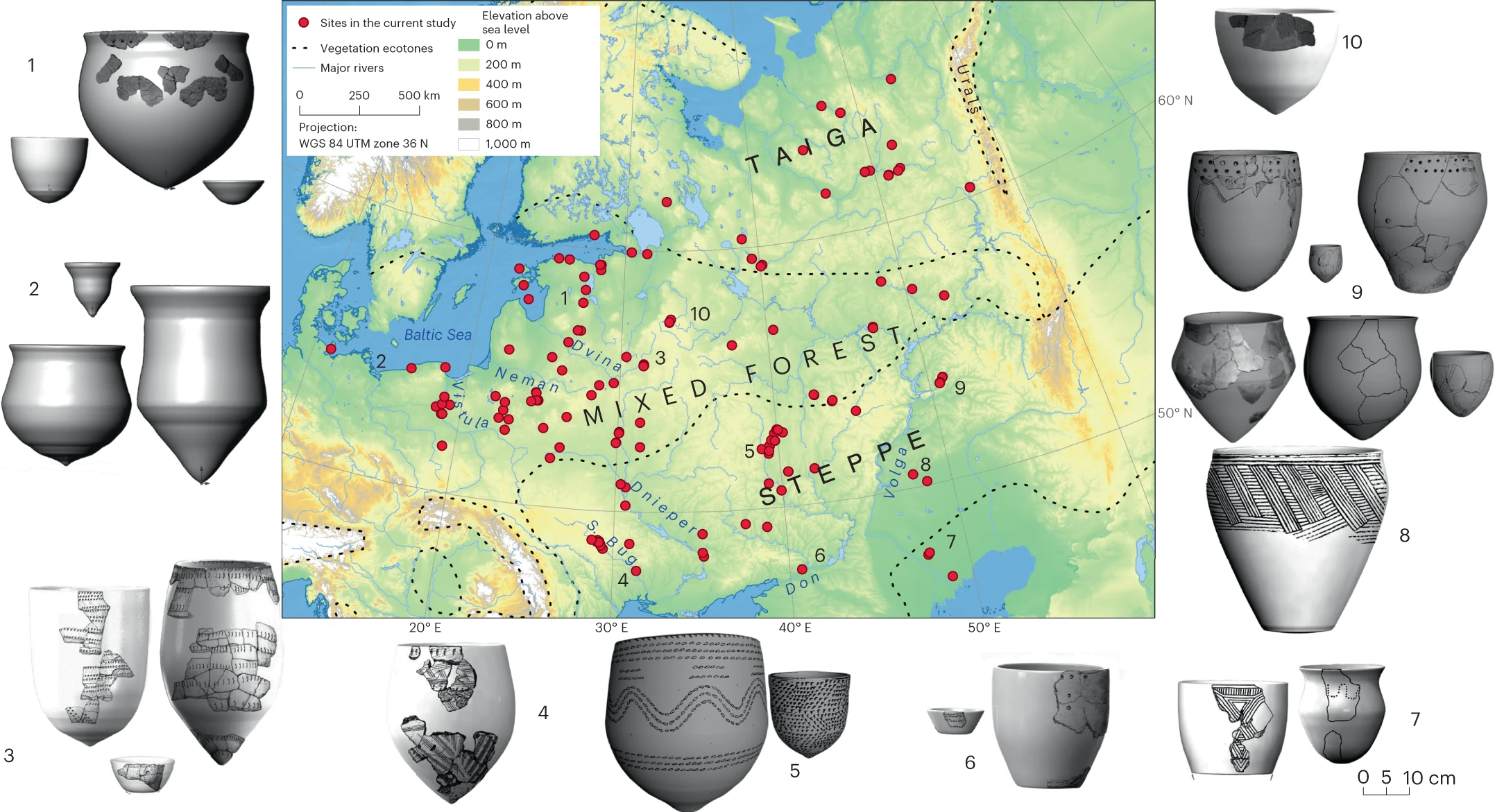
紀元前6千年紀の東ヨーロッパの狩猟採集民の間での土器の普及（北カスピ海での最初の普及は紀元前5900年頃、あるいはウラル地方以遠からの可能性もある。-あるいはウラル地方以遠から、最終的には紀元前5500年頃にバルト海沿岸部で普及した）。

狩猟採集民であった東ヨーロッパ狩猟採集民(EHG)は、当初は石器や象牙、角、鹿の角を使った工芸品に頼っていた。紀元前5,900年頃から、彼らはカスピ海北部、あるいはおそらくウラルの向こうの地域からの影響で土器を使い始めた。わずか3、4世紀で、陶器は約3,000キロメートルにわたって広がり、バルト海まで到達した。この技術的伝播は農耕の伝播よりもはるかに速く、農耕民の人口的拡散よりもむしろ狩猟採集民のグループ間の技術移転によって起こった。